# Claude Audran III
Pour les articles homonymes, voir famille Audran et Audran.
Claude Audran III, né à Lyon le 25 août 1658 et mort à Paris le 27 mai 1734 , est un peintre de décorations murales français. Il crée des tapisseries et des panneaux décoratifs d'un style léger. 

## Biographie
Claude III Audran est le fils aîné Germain Audran et de Jeanne Cizeron. Il est né le 25 août 1658 à Lyon, baptisé dans la paroisse de Saint-Nizier, son parrain est son grand-père Claude Audran I, maître-graveur à Lyon ,
Il a vécu à Paris, chez son oncle, Claude Audran II, peintre et collaborateur de Le Brun, Jouvenet et Coypel. Il est l'élève et l'imitateur de Lebrun.
Peintre ordinaire du roi en 1699, il obtient la charge de concierge ou de conservateur du palais du Luxembourg, le 5 juillet 1704. En 1700-1701, il participe  aux décors de la Ménagerie de Versailles et de la Chapelle de Versailles, ainsi qu'aux châteaux de Fontainebleau, de Meudon, aux Invalides et aux Gobelins. En 1704, il décore le nouvel appartement de la duchesse du Maine à Sceaux. En 17099, il exécute un décor de singeries pour le roi Louis XIV au château de Marly. Ce décor, aujourd'hui détruit, est connu par des dessins préparatoires.
Audran est proche des Grands du Royaume; Monseigneur, le fils de Louis XIV, l'apprécie et lui confie la décoration de l'ensemble des plafonds de son Grand Appartement, situé au premier étage du Château Vieux de Meudon. Audran travaille au château d'Anet pour le duc de Vendôme en 1689. Au début des années 1700, il décore le pavillon de chasse de Philippe de Vendôme, situé au 7 rue de Landry à Clichy. En 1731, au château de Réveillon, dans la vallée du Grand-Morin, il peint avec Oudry, les Fables de la Fontaine pour Jules-Robert de Cotte qui avait acheté le château en 1730. En 1733, Audran travaille au château d'Anet : il peint le salon doré, en collaboration avec Christophe Huet.
Beaucoup de ces travaux décoratifs ont été détruits. Cependant, les cartons de plusieurs tapisseries sont conservés. Par ailleurs après la mort d'Audran, le collectionneur suédois Cronstedt achète son fonds d'atelier, soit plus de 2 000 dessins. Ils appartiennent aujourd'hui aux collections du Nationalmuseum de Stockholm.
Audran collabore avec les plus grands artistes de son époque, tels son ami le peintre animalier Jean-Baptiste Oury ou encore Lagillière et Desportes. Lors de ses débuts, il emploie Watteau qu'il fait travailler comme apprenti .
L’artiste s’imposé comme le propagateur des décors arabesques remis à la mode par Jean Berain, mais sa manière était « un peu différente de celle de M. Berain ; elle est plus délicate et plus svelte » précise l’envoyé de Suède en France, D. Cronström.
Claude Audran est resté célibataire. Il meurt le 28 mai 1734 au Palais du Luxembourg.

## Réalisations

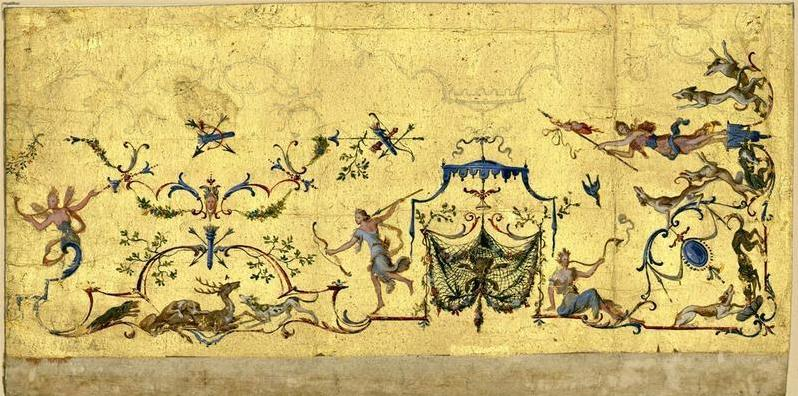
Arts decoratifs 5482 A claude audran iii

- Le plafond du vestibule du Pavillon Vendôme, à Clichy.
- Deux plafonds sont conservés au musée des arts décoratifs de Paris, ils proviennent de deux hôtels parisiens : le plafond de l'hôtel de Flesselles (une petite pièce de forme ovale) et le plafond de l'hôtel de Mme de Verrue.
- Le plafond redécouvert en juin 2009 in situ, au 26 rue de Condé (75006) Paris (voir l'article de Christelle Inizan)
- Au moins quatre grands plafonds du Grand Appartement de Monseigneur, situé au rez-de-chaussée du Château-Vieux de Meudon (détruit), deux plus petits pour la Garderobe et l'Entresol, ainsi que le petit plafond circulaire d'une tourelle d'angle situé au premier étage, au bout de l'aile Est dudit Château-Vieux, près du cabinet des miroirs créé par Louvois.
- Quatre esquisses sur fond or sont conservées à la bibliothèque du musée des arts décoratifs de Paris.